# Cantorchilus leucopogon
El cucarachero gorgirrayado o cucarachero chocoano (Cantorchilus leucopogon) es una especie de ave paseriforme de la familia Troglodytidae endémica del noroeste de Sudamérica.

## Distribución y hábitat
Se encuentra en las selvas tropicales, principalmente costeras, de Colombia, Ecuador y sur de Panamá. 